# العلاقات البنمية الأيرلندية
العلاقات البنمية الأيرلندية هي العلاقات الثنائية التي تجمع بين بنما وجمهورية أيرلندا.

## مقارنة بين البلدين
هذه مقارنة عامة ومرجعية للدولتين:
| وجه المقارنة                                              | بنما                      | جمهورية أيرلندا                                       |
| --------------------------------------------------------- | ------------------------- | ----------------------------------------------------- |
| المساحة (كم2)                                             | 74.18 ألف                 | 70.27 ألف                                             |
| عدد السكان (نسمة)                                         | 4.10 مليون                | 4.76 مليون                                            |
| الكثافة السكانية (ن./كم²)                                 | 55.27                     | 67.74                                                 |
| العاصمة                                                   | بنما                      | دبلن                                                  |
| اللغة الرسمية                                             | اللغة الإسبانية           | اللغة الأيرلندية، لغة إنجليزية، الإنجليزية الأيرلندية |
| العملة                                                    | بالبوا بنمي، دولار أمريكي | جنيه أيرلندي، يورو، عملات اليورو الأيرلندية           |
| الناتج المحلي الإجمالي (بليون دولار)                      | 61.84 مليار               | 333.73 مليار                                          |
| الناتج المحلي الإجمالي (تعادل القوة الشرائية) بليون دولار | 87.37 مليار               | 318.16 مليار                                          |
| الناتج المحلي الإجمالي الاسمي للفرد دولار أمريكي          | 13.27 ألف                 | 61.13 ألف                                             |
| الناتج المحلي الإجمالي للفرد دولار أمريكي                 | 20.89 ألف                 |                                                       |
| مؤشر التنمية البشرية                                      | 0.780                     | 0.916                                                 |
| رمز المكالمات الدولي                                      | +507                      | +353                                                  |
| رمز الإنترنت                                              | .pa                       | .ie                                                   |
| المنطقة الزمنية                                           | 00                        | 00، ت ع م+01:00، أوروبا/دبلن ‏                         |

## منظمات دولية مشتركة
يشترك البلدان في عضوية مجموعة من المنظمات الدولية، منها:
| علم المنظمة | اسم المنظمة                               | تاريخ انضمام بنما | تاريخ انضمام جمهورية أيرلندا |
| ----------- | ----------------------------------------- | ----------------- | ---------------------------- |
|             | يونسكو                                    | 10 يناير 1950     | 3 أكتوبر 1961                |
|             | الفريق المعني برصد الأرض                  | ?                 | ?                            |
|             | مؤسسة التمويل الدولية                     | 20 يوليو 1956     | 11 سبتمبر 1958               |
|             | المركز الدولي لتسوية المنازعات الاستشارية | 8 مايو 1996       | 7 مايو 1981                  |
|             | منظمة حظر الأسلحة الكيميائية              | ?                 | ?                            |
|             | مؤسسة التنمية الدولية                     | 1 سبتمبر 1961     | 22 ديسمبر 1960               |
|             | منظمة التجارة العالمية                    | ?                 | ?                            |
|             | وكالة ضمان الاستثمار متعدد الأطراف        | 21 فبراير 1997    | 27 أكتوبر 1989               |
|             | الاتحاد البريدي العالمي                   | ?                 | ?                            |
|             | منظمة الشرطة الجنائية الدولية             | ?                 | ?                            |
|             | الأمم المتحدة                             | 13 نوفمبر 1945    | 14 ديسمبر 1955               |
|             | الاتحاد الدولي للاتصالات                  | 14 يوليو 1914     | 8 ديسمبر 1923                |
|             | البنك الدولي للإنشاء والتعمير             | 14 مارس 1946      | 8 أغسطس 1957                 |

## وصلات خارجية
- موقع وزارة الخارجية البنمية